# Agustín Melgar
Agustín Melgar är en ort i Mexiko.   Den ligger i kommunen Uxpanapa och delstaten Veracruz, i den sydöstra delen av landet, 500 km sydost om huvudstaden Mexico City. Agustín Melgar ligger 93 meter över havet och antalet invånare är 345.
Terrängen runt Agustín Melgar är platt åt nordväst, men åt sydost är den kuperad. Runt Agustín Melgar är det ganska glesbefolkat, med 29 invånare per kvadratkilometer. Närmaste större samhälle är Poblado Cinco, 4,6 km nordost om Agustín Melgar. Omgivningarna runt Agustín Melgar är en mosaik av jordbruksmark och naturlig växtlighet.